# 6121 Plachinda
6121 Plachinda este un asteroid din centura principală de asteroizi.

## Descriere
6121 Plachinda este un asteroid din centura principală de asteroizi. A fost descoperit pe 2 septembrie 1987 la Observatorul astrofizic din Crimeea de Liudmila Cernîh. El prezintă o orbită caracterizată de o semiaxă mare de 2,26 ua, o excentricitate de 0,19 și o înclinație de 3,3° în raport cu ecliptica.